# Cyathea dealbata
Cyathea dealbata também conhecida como samambaia-de-prata é uma espécie de samambaia de tamanho médio, endêmica da Nova Zelândia. É um símbolo comumente associado ao país, tanto no exterior quanto pelos próprios neozelandeses.Está presente no símbolo dos all blacks, o time de rúgbi neozelandês.